# Juan David Ochoa Vásquez
Juan David Ochoa Vásquez (Medellín, 13 de abril de 1946 - 25 de julio de 2013) fue un empresario y ganadero colombiano, que también fue narcotraficante como miembro fundador del cartel de Medellín.

## Biografía
Nacido el 13 de abril de 1946 en el seno de una tradicional y adinerada familia antioqueña dedicada a la ganadería, hijo del reconocido ganadero y caballista Fabio Ochoa Restrepo y Margot Vásquez. Durante su niñez y juventud ayudó a su padre en la cría de caballos y en el restaurante que su madre abrió en Medellín.
Fue introducido al negocio del narcotráfico por su tío Fabio Restrepo Ochoa, quien le encomendó la distribución de droga a él y sus hermanos en Estados Unidos encubiertos como estudiantes. En 1979 fue investigado en ese país por sus actividades y, junto con sus hermanos, debió regresar a su país.
Luego de los incidentes en Estados Unidos, junto con sus hermanos se asoció con Pablo Escobar y otros para conformar el cartel de Medellín.
Tras el secuestro de su hermana Marta Nieves Ochoa, se fundó por parte de los narcotraficantes del cartel de Medellín el grupo MAS que lideró una violenta guerra contra las guerrillas del M-19 y posteriormente contra otros grupos de izquierda, siendo este el germen del paramilitarismo en Colombia. El cartel de Medellín también luchó contra otros grupos de la mano  del cartel de Cali y contra el mismo gobierno, pese a ello los hermanos Ochoa en general y Juan David en particular no se vieron involucrados en hechos de narcoterrorismo durante la década de 1980. En 1991 Juan David se entregó a la justicia, junto con sus hermanos recibiendo los beneficios que otorgó el gobierno de Cesar Gaviria Trujillo. Fue recluido en la cárcel de Itagüí, y dejado en libertad en 1996 tras un acuerdo con la fiscalía.
El 25 de julio de 2013 falleció en Medellín, consecuencia de un ataque al corazón.